# أسمنت (المنيا)
قرية أسمنت  هي إحدي القرى التابعة لمركز أبو قرقاص بمحافظة المنيا في جمهورية مصر العربية. حسب إحصاءات سنة 2006، بلغ إجمالي السكان في أسمنت 10537 نسمة، منهم 5261 رجل و5276 امرأة.